# Jörg-Martin Willnauer
Jörg-Martin Willnauer (* 12. April 1957 in Heidelberg) ist ein deutscher Musikkabarettist, Autor, Komponist und Dozent. Er ist auch unter den beiden Pseudonymen Martina Will und Jörg Nauer bekannt.

## Leben
Jörg-Martin Willnauer wurde als Sohn eines evangelischen Pfarrers geboren und wuchs in Heidelberg auf. Nach absolviertem Musikstudium in Heidelberg, ging Willnauer 1981 nach Österreich, wo er bei Iván Eröd an der Kunstuniversität Graz Komposition zu studieren begann. Es folgten zahlreiche Workshops bei Gisela May, Lauren Newton, Bobby McFerrin und anderen.
Er moderierte und gestaltete von 1984 bis 2009 für Radio Steiermark zahlreiche Radiosendungen in den Bereichen Jazz, Kabarett und Unterhaltung. Als Kabarettist und Musiker trat er mit seinen Programmen in Österreich, Deutschland, Schweiz, Luxemburg, Schweden, Litauen, Finnland, Italien,  Slowenien, Ungarn und in Estland auf und absolvierte ein Gastspiel in der DDR. Im Jahr 2007 erhielt er erstmals die Einladung für einen Auftritt in Schweden im Goethe-Institut in Göteborg. Willnauer unterrichtete als Gastdozent sieben Jahre lang an der Kunstuniversität Graz musikalische Rollengestaltung für Schauspieler.
Des Weiteren war er der Initiator und Mitbegründer des Österreichischen Kabarettarchivs und von 1999 bis 2004 erster Obmann des Vereins Österreichisches Kabarettarchiv.
Seit dem 26. Oktober 1981 lebt er in Graz. Er ist Vater einer Tochter.

## Tätigkeit als Politiker
Willnauer wurde am 5. Dezember 2009 mit einer Zustimmung von 85 Prozent als Spitzenkandidat der steirischen Grünen für die Landtagswahl am 26. September 2010 gewählt. Er trat im April 2010 aus persönlichen Gründen zurück. An seiner Stelle wählten die Grünen ihren Landesvorsitzenden Werner Kogler zum neuen Spitzenkandidaten.
Damit Willnauer vom Gesetz her kandidieren durfte, musste er die österreichische Staatsbürgerschaft annehmen. Er kritisierte Februar 2010 den Staatsbürgerschaftstest inhaltlich, Historiker stimmten ihm zu. Weiters kritisierte er die im Vergleich zu Deutschland etwa 12-mal so hohen Kosten für die Staatsbürgerwerdung.

## Werke

### Soloprogramme
- Der kahle Sänger
- Darf ich Ihnen meine Software zeigen?
- Man müsste Klavier spielen können …
- Forsicht, Välschung!
- Carmina Banana – Krumme Lieder
- Best of Willnauer!
- Lechts & Rinks
- Willnauer spielt Kreisler
- Streng Fui![8]
- Intermotzo
- Was ess´ ich, wenn ich satt bin?! – Über das Zuwenig im Zuviel
- Buddhistisch bügeln
- SENF 13.0 – Zwischen Krems, Dijon & Estragon

### Duoprogramme
- Streng subjektiv (mit Ernst Sittinger)
- Tandem
- Stadt. Land. Sumpf.
- Begnadete Köpfe (Premiere am 22. Januar 2015, Theater Le-Be, Graz)
- Ein Abend zum Vergessen (Premiere am 21. Januar 2016 im Theater Le-Be, Graz)

### Trioprogramme
- Ein herrlicher Herbst für herbstliche Herren

### Diskografie
- Der kahle Sänger – LP (1990)
- Darf ich Ihnen meine Software zeigen? – CD
- Willnauer spielt Kreisler – CD (2005)
- Carmina Banana – Krumme Lieder – CD (2007)
- Erdäpfel & Glühbirnen – CD (2012)
- Insects, Bugs and other Species – Ensemble Clarinettissimo – CD (2013) – 3 Lieder – Orlando Records
- „La Tâche“ – Alea-Quartett mit Jörg-Martin Willnauer „Streichquartett“ sowie Werken von Iván Eröd, Gerhard Präsent, Herbert Blendinger und Mohamed Abdel-Fattah – ALEA-01-97 (1997)
- Von den Göttern weiß ich nichts – CD  ptx 107, www.pantau-x-records.com

Von Uli Rennert (Komponist). Mit Sophie Rennert (Mezzosopran), Jörg-Martin Willnauer (Sprecher), Maria Beatrice Cantelli (Flöte), Klaus Gesing (Bassklarinette), Radu Petrean (Horn), Reka Nagy (Violine), Emilia Gladnishka (Viola), Andrea Molnar (Violoncello) und Peter Herbert (Kontrabass) (2014)

### Bücher
- Die Steiermark in Wort und Schild, Styria, Graz/Wien/Köln, 2000, ISBN 3-222-12792-1
- Österreich in Wort und Schild, Edition Gutenberg – Steirische Verlagsgesellschaft, Graz, 2002, ISBN 3-900323-51-8
- Lachstein – Musikalische Miniaturen, Edition Keiper, Graz, 2013, ISBN 978-3-902901-12-5
- Die Gulaschhütte – Stadtroman in 50 Bildern, Styria-Verlag, ISBN 978-3-7012-0178-5

### Kinderstücke
- Ignaz Igel hat Geburtstag (Aufführungen u. a. mit Thomas Fey und den Heidelberger Sinfonikern, im Musikverein Graz und im Konzerthaus Wien am 27. Februar 1994 mit Marco de Prosperis, Ruth Straub, Francois Benda, Dimi Polisoidis, Aima Maria Labra u. a.)
- Veronika Zahnspange
- Florentine Flunders fantastische Fahrt (im Auftrag des Herbert-von-Karajan-Centrums, Wien)
- Die Schöne und das Tier (im Auftrag der Musikalische Jugend Österreichs (Jeunesses))

### Film
- In meinen Tönen spreche ich, ORF-Dokumentarfilm zum 100. Todestag von Johannes Brahms (Regie: Wolfgang Beyer)

### Singspiel
- Schwejk (Regie: Leo Lukas, Musik: Jörg-Martin Willnauer)

## Auszeichnungen
- Passauer Scharfrichterbeil
- Theodor-Körner-Preis
- Luitpold-Stern-Sonderpreis
- Wilhelm-Busch-Preis 2003 (3. Platz)[9]